# Swithelm dell'Essex
Swithelmo o Swithelm (fl. VII secolo) è stato un sovrano anglosassone che regnò sull'Essex dal 660 al 664.
Swithelm successe a Sigeberht II dopo che egli era stato ucciso insieme al fratello Swithfrith con l'accusa di essere troppo amici dei cristiani. Tuttavia nel 662 Swithelm si convertì al Cristianesimo spinto da Aethelwald, re dell'East Anglia. Dopo la sua morte nel 664 gli successero i cugini Sighere e Sebbi.